# Kvam
Pour l’article homonyme, voir Kvam.
Kvam est une kommune de Norvège. Elle est située dans le comté de Vestland.